# 柏戶利助

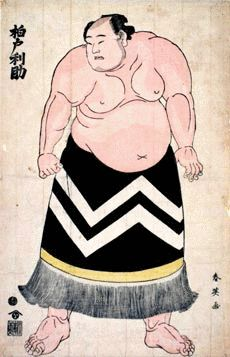

柏戶利助，(1783年-1830年12月3日），原名川浪，日本陸奥國津輕郡（現青森縣五所川原市）出身的前大相撲力士。身高183cm，重132kg。所屬的相撲部屋是柏戶部屋(後伊勢之海部屋)。最高位置是東大關。

## 生涯
川浪生於陸奥國，在1806年前往江戶加入伊勢之海部屋。他的柏戶姓是由弘前藩授予。
他在幕內級別贏得了16場回合的比賽，但與谷風梶之助（94.9）和小野川喜三郎（91·7）相比，他的幕內級別勝率不是那麼高，只有81%。
1823年，五條家向他和其競爭對手玉垣額之助授予橫綱證書，但柏戶拒絕了，因他害怕這會導致與吉田家族發生衝突。玉垣也拒絕了證書。第二年，玉垣突然去世，他的死讓柏戶感到震驚。1825年1月，柏戶連續三場比賽失利並退役(同時襲名伊勢之海成為年寄)。
1830年12月3日去世，享年48歲。